# Paragraf 22 (paradoks)
Paragraf 22 – paradoks wymyślony w powieści Josepha Hellera, który wszedł do mowy potocznej jako określenie sytuacji bez wyjścia, polegającej na występowaniu wewnętrznie wykluczających się, a przez to niestosowalnych przepisów. W powieści polega on na tym, że istnieje przepis pozwalający unikać uczestnictwa w lotach bojowych żołnierzom chorym psychicznie. Niezrównoważenie może orzec jedynie lekarz na podstawie pisemnego wniosku zainteresowanego. Jednakże złożenie wniosku jest automatycznie uznawane za oznakę zdrowia psychicznego.